# Церковь Святого Александра Невского (Роттердам)
Церковь в честь святого Александра Невского (нидерл. Kerk van de Heilige rechtgelovige grootvorst Alexander Nevski) — единственный русский православный храм в Роттердаме, входящий в юрисдикцию Гаагской и Нидерландской епархии Русской православной церкви.

## История
Приход в Роттердаме был организован в 1946 году архимандритом Дионисием (Лукиным) (с 1966 года — епископ), а для богослужений первоначально снималось помещение в балетной школе. В 1957 году приход в Роттердаме получил возможность совершать богослужения на жилом кораблике «Северное сияние», где был устроен временный храм в честь святителя Николая. В 1958 году во время проведения в Утрехте богословской конференции, в работе которой принимал участие митрополит Крутицкий и Коломенский Николай (Ярушевич) (председатель Отдела внешних церковных сношений Московского Патриархата), архимандрит Дионисий попросил оказать приходу в Роттердаме финансовую помощь для приобретения здания с целью устроения там домовой церкви и жилья для священнослужителя. Помощь была оказана, и в 1958 году община приобрела в собственность здание на Persijnstraat. 26 января 1959 года домовая церковь в Роттердаме была освящена в честь иконы Божией Матери «Скоропослушница». Освящение совершили архиепископ Клишсский Николай (Ерёмин), Экзарх Московского патриархата в Западной Европе и епископ Сурожский Антоний (Блум).
С 1993 года в течение десяти лет новый настоятель прихода протоиерей Григорий Красноцветов продвигал проект строительства в Роттердаме первого в истории Нидерландов каменного русского православного храма.
Дмитрий Моисеев так описывал эту общину в 1997 году: «Община в Роттердаме русско-голландская, хотя голландцы мало-помалу уже начинают преобладать. <…> Вступление в общину нового члена — большая радость и заметное событие для немногочисленного прихода. Нужно сказать, что общинная жизнь в далекой Голландии во многом соответствует тому раннехристианскому идеалу, к которому сейчас многие стремятся. Может быть, виной тому условия жизни в религиозно-индифферентном обществе? — Действительно, для горстки православных христиан в стране, где вообще не принято говорить о своих религиозных убеждениях, храм становиться тем местом, где только и можно духовно укрепиться в обшей молитве и дружеской беседе с собратьями по вере. Может быть, поэтому люди внимательнее, дружелюбнее — просто добрее друг ко другу, чем порой это бывает в России?».
Храм построен Балтийской Строительной Компанией. Проект был реализован 20 июня 2004 года освящением храма в честь святого благоверного князя Александра Невского, которое возглавил митрополит Смоленский и Калининградский Кирилл (Гундяев).